# Trycksår

Trycksår (tidigare liggsår eller decubitus) är en lokal skada i hud och/eller underliggande vävnad, som uppstått som ett resultat av mekanisk belastning. Vanligen sitter såren över benutskott. 
Trycksår klassificeras i fyra olika kategorier I-IV.

## Förekomst
De personer som drabbas har olika grundsjukdomar. Oftast uppstår trycksår över ryggslutet, sittbensknölarna, höfter, hälar och fotknölar. De kan också uppkomma under exempelvis syrgaskatetrar.
Hudförändringar i livets slutskede, som innebär att cirkulationen i huden minskar till förmån av mer vitala organ, gör att trycksår ibland kan vara oundvikliga under den allra sista sjukdomstiden i livet.
I Sverige gör Sveriges kommuner och landsting (SKL) mätningar av förekomsten av trycksår. Våren 2015 hade i genomsnitt 13,6 procent av patienterna på landets sjukhus trycksår. Trycksår betraktas i dag som en vårdskada, och ska av sjukvårdspersonal anmälas inom sjukvårdens system för avvikelser. 
Äldreboenden med låg bemanning och stor personalomsättning har i studier rapporterats ha högre förekomst av trycksår än de med stabil personal och högre personaltäthet.

## Förebygga trycksår
Merparten av trycksår kan förhindras med hjälp av förebyggande åtgärder i form av tryckavlastning och lägesändringar. Personer i riskzonen ska ha tryckavlastande madrasser, särskilda dynor i stol och rullstol, samt hälskydd. Även om patienten ligger på en tryckavlastande madrass ska regelbundna lägesändringar ske. Det finns också särskilda förband som man kan applicera på områden som är utsatta för tryck. För att förhindra trycksår på fötter, händer, armbågar så finns det särskilda tryckavlastande ortoser. Det förebyggande arbetet kallas även antidecubitus.

## Behandling
- Avlasta trycket över det skadade området
- Håll huden ren, torr och smidig
- Tryckavlastande underlag
- Regelbunden lägesändring
- Sårbehandlingen styrs av sårets aktuella status, storlek, djup och läkningsfas
- Förband som innehåller kalciumalginat kan leda till kortare läkningstid av trycksår hos äldre, medan läkningseffekten av andra förband inte är känd då studier saknas.[1]

## Näringsbrist
Näringsbrist innebär en riskfaktor för att få trycksår, och för att uppkomna trycksår inte läker. Inom äldrevården är näringsbrist vanligt. Vid en registrering 2013 hade till exempel 82 procent av patienterna på ett geriatriskt sjukhus näringsbrist.
Näringsdryck med arginin kan vara effektiv för läkning av trycksår. De studier som genomförts på sådana drycker är dock små, varför det är svårt att veta säkert hur effektiva dryckerna är.